# ハードル 真実と勇気の間で
『ハードル 真実と勇気の間で』（ハードル しんじつとゆうきのはざまで）は、青木和雄、吉冨多美による児童書。1999年12月に金の星社から刊行。以降、アニメ映画化（2004年公開）もされている。なお、本稿では続編の『ハードル2』、『ハードル3』についても記述する。

## 書籍情報

### 児童書版
- 『ハードル 真実と勇気の間で』（1999年12月、ISBN 4-323-02530-0）

青木和雄の手による『心の処方箋シリーズ』の第3作として、また金の星社の『ときめき文学館』シリーズの第9巻として刊行。定価は1300円。帯に書かれたキャッチコピーは「ココロ 殺さないで。」。挿絵は木村直代が担当。全3章から成っており、順に主人公麗音の小学6年生時、中学2年生の夏、転校先での出来事を描いている。
- 『ハードル2』（2004年12月発売、ISBN 4-323-06321-0）

前作の読者から「レオはあの後どうなったのか」という声が殺到したため、それに答える形で映画公開後に刊行された続編。キャッチフレーズは「It passes along the gate to hope」。出版社は同じだが、『ときめき文学館』シリーズではない。定価は前作同様1300円。青木和雄と吉冨多美の共著になっており、挿絵はアニメにも関わった四分一節子に代わっている。前作同様3章立て。
- 『ハードル3』（2009年9月発売、ISBN 978-4-323-06328-7）

前作の直後、中学3年生になった麗音達を描く。キャッチフレーズは前作同様「It passes along the gate to hope」。今作では良平や光といった横浜の面々は殆ど登場せず、代わりに2であまり出番がなかった青空中の人々をはじめ、崇仁やユカリといった個性的な登場人物が登場し、新たな展開を見せている。原作者の青木和雄は制作に参加せず吉冨多美の単独作品になっており、挿絵は2に引き続き四分一節子が担当。定価は1400円。

### コミック版
2008年9月にコミカライズされた。原作は青木・吉富の連名で、作画は湖東美朋が担当。原作をほぼ忠実に描いているが、麗音と光のキスシーンなど随所にオリジナル描写も存在する。既刊4巻。
- 『ハードル 1』（2008年9月発売、ISBN 978-4-323-07126-8）
- 『ハードル 2』（2009年2月発売、ISBN 978-4-323-07127-5）
- 『ハードル 3』（2009年9月発売、ISBN 978-4-323-07128-2）
- 『ハードル 4』（2009年9月発売、ISBN 978-4-323-07129-9）

## 登場人物

### 主人公とその家族
有沢 麗音（ありさわ れおん）
声 - 岸尾大輔
主人公。愛称は「レオ」。作中の学歴は森の木小学校6年1組→公立中学校2年生→青空中学校2年B組→同校3年D組。ウェーブのかかった栗毛の持ち主で、身長も高い。小学生時はクラスの人気者で、6年生時は学級委員も務めた。勉強も運動も得意で、特にバスケットボールは中学生時にチームを新人戦優勝に導いている。正義感が強く不正は絶対に許さないが、自分の身に起きたことは1人で抱え込む傾向がある。元々は横浜市に住んでいたが、父の失業によって母・弟と共に母の実家に引っ越す。しかし転校先の青空中で家庭の事情を理由にバスケ部入部を断った結果、上級生達に目を付けられてリンチされ、階段から突き落とされて意識不明となる。後に目は覚ますが、ショックによりPTSDに陥っていた。曾祖母の遺言や家族・仲間たちとの触れ合いによって、次第に立ち直っていく。
有沢 佑樹（ありさわ ゆうき）
声 - 皆川純子
レオの弟で、愛称は「ありちゃん」。作中の学歴は森の木小学校4年→6年→城内小学校6年→青空中学1年。兄と違って成績は優秀というわけではなく、バスケも苦手であったが、兄のコーチによって城内小バスケ部のレギュラーとなる。兄とは強い信頼の絆で結ばれている。すぐに体を丸める詩音を「だんご虫」と呼んでいたが、次第に彼女の笑顔を見たいと考えるようになる。自分の服装に強い拘りを持つ。
有沢 美音（ありさわ みお）
声 - 土井美加
レオと佑樹の母。初登場時41歳、主婦。旧姓は水上。自己中心的な性格で、家族たちの気持ちを無視し、家庭を支配していた。レオが意識不明に陥った際に自分の振る舞いを反省したり、詩音の体の傷を見て同情したりはするものの、相手の気持ちを考慮せず自分のその時点での感情を押し付ける性格は変わっていない。夫の正樹曰く「臆病で、自分の心の殻を破るのが苦手」とのこと。高校1年生の時、同級生を自殺に追いやった犯人扱いをされ、それ以来故郷を嫌っていた。
有沢 正樹（ありさわ まさき）
声 - 千葉一伸
レオと佑樹の父。初登場時38歳。眼鏡をかけている。自分の父と兄が経営する「有沢建設」という会社に勤める設計技師であったが、倒産によって失業、1人別居して地域作業所に再就職した。家庭に波風を立てないために妻の言いなりになっていたが、失業の際に遂に妻に腹を立て、息子たちの味方となる。
水上 綾子（みずかみ あやこ）
レオの母方の曾祖母。80歳。1では「ひいおばあちゃん」とだけ呼ばれており、2で本名が明かされた。長い間病気で、寝たきりの生活を送っていた。1人で問題を抱え込みたがるレオに、心に「風の通り道」を作るようにと説く。戦時中に横浜の小学校で音楽教師をしていたが、子供たちに敵国を憎むように教えたこと、戦争を止めようとしなかったことを理由に自分を責め続けていた。2の第2章で2人の孫にそのことを打ち明け、満足したように息を引き取った。一生に一度の恋の相手を戦争で失っているが、それは夫（既に故人）とは別人。
レオの祖母
レオの母方の祖母で、綾子と2人で暮らしていた。本名は不明で「おばあちゃん」とだけ呼ばれている。お嬢様がそのまま大人になったような性格であり、娘の美音とは毎日のように電話で話していた。我侭かつマイペースで面倒ごとは全て他人に押し付け、話もすぐ脱線するという問題の多い人物だったが、レオが意識不明に陥った際に「孫が助かったら自分は人助けをする」と願をかけ、その結果知り合いの孫である詩音を引き取った。それを期に保護司というものに興味を持ち、次第に性格が変わり始める。
小原 詩音（おばら しおん）
レオの祖母の知人の孫。初登場時小学4年生。幼い頃に父を失い、母とその同棲相手に虐待された挙句捨てられ、兄弟とも離れ離れにされたことで感情を表現できなくなっていた少女。レオの祖母に引き取られるが、自分だけ幸せになってよいものかと兄弟に引け目を感じていた。家族は他に祖父・良三、父違いの兄・北川厚次（きたがわ こうじ）がいる。有沢一家との触れあいで、次第に笑顔を取り戻していく。佑樹から「しいちゃん」という愛称を与えられる。

### 横浜市の人々
仁科 光（にしな ひかる）
声 - 高森奈緒
ヒロイン。愛称は「ひーちゃん」。初登場時は6年3組に所属。中学については不明。母は障害者の働く作業所を運営している。まっすぐな性格で誰にでも優しく、男子からの人気は高い。個性的な顔立ちをしているらしい。幼稚園時からレオに憧れており、良平に焚き付けられる形で中学1年（漫画では小学6年）の冬に告白、その彼女となり、キスをする関係まで発展する。なぜかキスを「キッス」と言いたがる。アニメではレオが引っ越す際にペンダントを手渡している。3では「レオと付き合っている子」として賢之助の台詞にのみ登場。
仁科 草太（にしな そうた）
光の弟で、初登場時は小学1年生。2では3年生になっている。愛称は「草ちゃん」。自閉症で、感情をコントロールできずにすぐ暴れ出すため、同級生の母親たちから厄介がられていた。転校させようという声も上がったが、佑樹が市長に手紙で訴えたことでそれは取り止めとなった。レオを慕っており、彼には敬語を使う。
小田 良平（おだ りょうへい）
声 - 鈴村健一
レオの親友で光の幼馴染。愛称は「良ちゃん」。作中の学歴は6年1組→公立中学校2、3年生。父親は元不良で現トラック運転手。中学ではレオと共にバスケ部の主力となっており、バスケの強い横浜北高校を目指す。ふざけた性格に見えるが、誰よりも親友のことを考えている。
中川 千春（なかがわ ちはる）
声 - 遠藤純一
6年1組担任。初登場時30歳。5年生の時から、レオの担任だったらしい。森の木小の教師の中では最年少で、頼りない性格だが児童たちへの理解があり、信頼されていた。困ると頭をかく癖がある。子供の頃は優等生で、怒られたことは無かったらしい。2年後が舞台である第二章では他校に転勤していた。2で再登場する。生まれてから彼女は一度もいたことがないという。
浜田 博（はまだ ひろし）
レオの小学6年生時の同級生。塾も同じだが、それまであまり話したことはなかった。教育熱心な親によって2歳の時から塾通いをさせられており、自分を「冬のセミ」と称していた。成績が良く教師の受けも良いが、緊張に弱い性格で憂さ晴らしに万引きを行い、その罪をレオに擦り付ける。中学は第1志望ではないところに進むが苛めにあったらしく、復讐心を滾らせていた。光に好意を持っているがレオとの関係は知らず、彼女も自分に気があると思い込んでいる。
鈴木 さおり（すずき - ）
レオと共に6年1組の学級委員を務めていた女子。2では花見に参加していた。
田所 まいこ（たどころ - ）
レオの小6時の同級生。大人しく声も小さいが、言うべきことははっきり言う。さおり同様2では花見に参加していた。
北野のおばちゃん（きたの - ）
声 - 谷育子
光の祖母で、学校の近くで文房具店を営む。幼い頃に駄菓子屋でおはじきを万引きしたことがあり、その時の店主（声 - 浅野史郎・当時宮城県知事）の言動から、常に叱られる子供の気持ちを第一に考えるという人格者となっていた。レオを万引きは絶対にしない人間だと信頼しているが、その割に彼を犯人と決め付けた学校側に抗議した様子はない。白内障を患っており、手術を受けている。その2年後が舞台である第2章以降は登場しなくなるが、存命してはいるようだ。アニメでは追加されたエピソードにて再登場している。

### 遠岡家の人々
遠岡 達之進（とおおか たつのしん）
声 - 日下ちひろ
有沢兄弟が引っ越し先の町で知り合った少年で、城内小学校6年生。愛称は「タッチン」「タツ」。佑樹の親友となる。性格は押しが強く、活動的。佑樹から「ミニ良平」と呼ばれる。バスケ部のキャプテンでもあり、レオにコーチを依頼する。レオをバスケの天才と呼び、心から尊敬している。
遠岡 賢之助（とおおか けんのすけ）
声 - 福山潤
達之進の兄で、青空中学校2年B組に所属。生徒会役員でもある。愛称は「賢ちゃん」。祖父の剣道場で訓練を受けており、小学5年生の時に県大会で優勝している。飾らない性格で人が良く、弟の頼みを断れない。弟を通してレオと知り合い、彼の転校先での最初の友人となる。20歳になるまでに、町の周囲の山全てに登ろうと考えている。自分に「正義は命をかけて守るもの」と教えた祖父を善人だと思っていたが、正義より保身を重んじるその本性を知り、激怒した。崇仁とは1年生の頃の同級生で、当時の髪型から「マルコメ」と呼ばれた。また、崇仁の母澄子や従姉のツナミからは「かかし」と呼ばれる。
じいさま
声 - 稲垣隆史
遠岡兄弟の祖父。下の名前は不明。市役所を退職した後、剣道場を開き、賢之助を鍛え上げた。直情的かつ独善的な性格で、若者を見るとすぐに説教をする。アニメでは気難しいが良き人格者として描かれている。2, 3では名前のみ登場。

### 青空中学校の人々
馬場 良治（ばば りょうじ）
声 - さとう宗幸
生徒会顧問。46歳。レオへのリンチを自殺未遂として葬ろうとする学校のやり方に不満を感じていた。レオのために生徒総会を行おうとする賢之助の姿に打たれ、修を説得する。豪快で面倒見の良い性格。3では、麗音の復帰した3年D組を担任する。大輔という息子がいたが、3年前に病死している。
坂本 令子（さかもと れいこ）
声 - 八十川真由野
レオの2年B組時の担任。一見優しいが、レオがリンチされていることを知りながら見当外れの励ましをしたり、学校に従ってその一件を揉み消そうとしたりするなど、保身を第一に考えている。2では名前のみ登場。外見に関する具体的な描写はないが、アニメでは眼鏡をかけた女性として描かれている。
石田 修（いしだ おさむ）
声 - 小野大輔
バスケ部のリーダー格である3年生で、地元の名家の息子。大柄で、四角い顔と迫力のある容姿をしている。部に入ろうとしないという理由で、4人の部員たちを率いてレオをリンチし、階段から突き落として意識不明に追いやった。良心の呵責はあったが、一族の恥になるからと周囲から押さえつけられ、1人で荒れ狂っていた。原作では馬場に、アニメでは佑樹に説得されている。1のラストで4人の仲間たちと共に家庭裁判所に送られている。3のラストで再登場。
内田 翼（うちだ つばさ）
声 - 下和田裕貴
バスケ部員である3年生。石田の手下の1人としてレオにリンチを加えるが、彼が意識不明になったことで良心の呵責に苦しみ、レオのいる病室を毎日見上げていた。1のラストで家庭裁判所に送られる。2では、他の4人の仲間たち共々「正義の味方ネットワーク」というサイトで晒し者にされ、「チクリの内田」という名前でハンティングゲームのターゲットにされ、見ず知らずの少年たちに暴行される生き地獄の日々を送っていた。
竹中 順平（たけなか じゅんぺい）
3で初登場。3年D組の副担任。数学担当。きちんと分けた髪に眼鏡の男。ユカリとぶつかったときに、ユカリが自分にけがをさせたという、ウソの被害届を警察に出したが、その被害届は、レオたちの手で取り下げられている。
安納 ケンジ（あんのう - ）
バスケ部の部長。

#### 2年B組
レオの転校先の同級生達で、夏祭りの際に賢之助を通じて知り合った。レオが受けたリンチの真相を明かすべく行動する。全員、2では登場せず。
林 可奈（はやし かな）
女子バスケ部員で、大人びた顔の美人。レオがリンチを受けていることを知りながら、何もできなかった自分を責める。そしてレオに思いを寄せる。城内小5年の勇太という弟がいる。
美知子（みちこ）
賢之助と共に生徒会役員を務めている。大人しい性格。
義一（ぎいち）
愛称は「ぎいっちゃん」。運動部に顔がきく。太目であるらしい。ヨーヨー釣りが得意。
芳夫（よしお）
義一と共に運動部に働きかけた男子生徒。

#### 3年D組
全員3のみ登場。
鬼頭 崇仁（きとう たかひと）
レオが始業式当日に登校途中で出会った車椅子の少年。交通事故で下半身麻痺の重傷を負っている。医師や弁護士の家庭に生まれ育ち、亡くなった祖父は総合病院の院長だった。賢之助とは1年生時にクラスが同じだったらしく、賢之助のことを当時の髪型から「マルコメ」と呼んでいた。父を2年前に亡くし、母・澄子との二人暮らし。物語終盤でユカリに恋心を抱くようになる。
塚越 タモツ（つかこし-）
賢之助の小学校時代からの同級生で、生徒会役員。柔道部の部長で、体型や顔が熊に似ている。
灰地 ユカリ（はいじ - ）
レオに憧れる金髪の少女。あだ名は苗字とアルプスの少女を引っ掛けて「ハイジ」。作中ではその風貌から「ヤンキー少女ハイジ」と揶揄された。彼女の妹を産んですぐ病気になった母親に代わって妹の面倒を見ているため、なかなか学校へ顔を出せず、レオ達と出会ったのは始業式から数日後だった。勉強はあまり得意ではないようで、崇仁からよく数学を教えてもらっている。保育士になるのが夢。レオのことは当初フルネームで呼んでいた。
西沢 ヒロユキ（にしざわ-）

ミツル

タカヒロ

佐藤 メイ（さとう - ）

### その他
小野寺 サクラ（おのでら - ）
馬場先生の友人で、家庭保育員。
藤井（ふじい）

鬼頭 ツナミ
崇仁のいとこで、女弁護士。アラフォーで独身。崇仁曰く「根性も曲がっていて性格も悪いが、知識はある」らしい。右耳にピアスを付けている。

## アニメ映画
2004年に親子映画として制作され、同年3月より全国各地で順次上映された。製作会社は仙台市のシネマとうほく、アニメーション制作はマジックバス。制作費用は1億2千万円。作品自体はHD製作であり、ヨコシネD.I.A.でキネコされた16ミリ映画フィルムまたは版元のDVDで上映された。

本編前半の舞台である横浜にゆかりがあるゆずのメジャーデビュー間もない頃の楽曲を主題歌に起用している。時間軸は1のラストまで描かれた。「遠岡家」の苗字が「大崎家」に変更されている。
原作刊行から1年余り経過した2001年にはアニメ化の構想が立てられたが、シネマとうほく側で製作資金が調達出来ずにいたため、2002年に作品の舞台となった古川市（現:大崎市）と大崎地方の住民において『アニメ「ハードル」をつくる古川・大崎・みやぎの会（宮城県後援・シネマとうほくが運営）』が、同じく横浜市において『アニメ「ハードル」をつくる横浜・かながわの会』が市民団体として活動を開始し、『1コマ1枚千円の「ひとコマ制作券」』を2004年2月までに12万コマ分販売し、製作費用に充てる方式が採られた。完成後はそのまま入場券として利用できた。

また、全国各地で自主上映会の開催を実現させる名目で『アニメ「ハードルをつくる（地域）の会」』も設立され、それぞれで草の根運動が行われた。
2006年中に各地の配給会社による巡回上映会が終了したことから、2007年にDVD化された。一般家庭用はシネマとうほくの直販で購入する形である。パッケージソフトではあるが、生産枚数の都合からDVD-R（DVD-Video）であり、DVD-R対応を表記していないDVDプレーヤー（主に1990年代に発売された機種）やDVD-ROMドライブでは、-R盤の相性上、完全な再生ができない可能性がある。また、メニュー画面も最小限のもので、チャプターも付されて無い。
教育・ライブラリー用途には毎日EVRシステムが頒布している。

### スタッフ
- 監督 - 出﨑哲
- 脚本 - 小出一巳、末永光代
- キャラクターデザイン・絵コンテ - 四分一節子
- アニメーション演出 - 棚橋一徳
- 総作画監督 - 小林ゆかり
- 作画監督 - 小林ゆかり、松坂定俊、山本径子
- 美術監督 - 小林七郎
- 色彩設計 - 西川裕子
- 撮影監督 - 岡崎英夫
- 音楽 - 中島優貴
- 音響監督 - 清水勝則
- 主題歌：ゆず「なにもない」（「ゆずマン」収録曲）

### 製作
長編アニメーション映画「ハードル」製作委員会
- シネマとうほく
- テレビ東京メディアネット
- インディーズ (映画配給会社)（上映会用途の映画配給会社）
- ティアンドケイテレフィルム
- マジックバス
- テレビ岩手
- アミューズメントメディア総合学院

文部科学省選定・文化庁文化芸術振興費補助作品

#### 特別協賛
- 学校法人聖和学園（聖和学園短期大学・聖和学園高等学校）
- 東北福祉大学
- NTTドコモ東北
- 大崎地域広域行政事務組合
- アムネスティ・インターナショナル日本

#### 協賛
鹿島建設
伊藤長市（宮城県人会連合会 会長）
東北電力
北光エンジニアリング
宮城第一信用金庫
仙台信用金庫
七十七銀行
古川農業協同組合
中央三井信託銀行
乃村工藝社東北支店
東日本旅客鉄道仙台支社
古川郵便局
東亜レンジ古川
仙台銀行
古川信用組合
東北労働金庫
県民共済
ヤマト運輸

#### 製作協力
- アニメ「ハードル」をつくる古川・大崎・みやぎの会
- アニメ「ハードル」をつくる横浜・かながわの会
- 古川市
- 横浜市

#### 後援
法務省人権擁護局
全国人権擁護委員連合会
人権擁護協力会